# پادشاهی لهستان (۱۸۱۵–۱۹۱۵)
پادشاهی لهستان یا کنگره لهستان (به لهستانی: Królestwo Polskie) یک موجودیت سیاسی بود که به عنوان کشور مستقل لهستان در سال ۱۸۱۵ توسط کنگره وین ایجاد شد. این کشور تا سال ۱۸۳۱ به عنوان یک اتحاد شخصی تحت سلطنت تزار روسیه بود. از این سال به بعد استقلال این کشور در عمل از میان رفت و به عنوان جزئی از روسیه اداره می‌شد. در سال ۱۹۱۷ و در جریان جنگ جهانی اول، قدرت‌های مرکز حکومت لهستان را با نایب‌السلطنگی لهستان جایگزین کردند که تا سال ۱۹۱۸ برقرار ماند. بعد از آن لهستان مجدداً استقلال خود را بازیافت و جمهوری دوم لهستان تشکیل شد.